# Paraliparis leucoglossus
Paraliparis leucoglossus és una espècie de peix pertanyent a la família dels lipàrids.

## Descripció
- La femella fa 9,9 cm de llargària màxima.[5]

## Hàbitat
És un peix marí i batidemersal que viu entre 900 i 960 m de fondària.

## Distribució geogràfica
Es troba a l'oceà Antàrtic.

## Observacions
És inofensiu per als humans.